# 绝庙骗局
《绝庙骗局》（羅馬化：Sathu）是一部于在Netflix上线的泰国悬疑犯罪电视剧。剧情挑战佛教徒的传统思想，探讨信仰营销及宗教商业化的课题，主要讲述了看似受人尊敬的宗教场所背后不为人知的故事。
第一季于2024年3月27日起上线。第二季预定于2025年上线。

## 剧情
创业失败后，三位企业家意外地发现了一个不可思议的“商机”。他们巧妙地利用资金慷慨但监管松散的佛教寺庙捐赠制度，精心策划一场骗局以解决他们的债务危机。他们接管并翻新位于差春骚府的普玛兰寺（Wat Phummaram），创造了一种新的商业模式。Win，一个没有从计算机工程专业毕业的青年担任团队营销策划的首脑。而他的好友Dear则是一位技术精湛的女设计师，是平面设计和组织方面的专家。负责公关的青少年Game准备应对任何突发情况，扮演着重要资本家的角色。

## 演员阵容

### 主要演员
- 提拉东·苏帕庞皮尤 饰 阿胜（Win）
- 帕查拉·奇拉堤瓦特 饰 Akarachai（Game）
- 阿绮拉雅·妮缇布恩 饰 宝儿（Dear）

### 次要演员
- 帕特猜·帕克迪苏素克 饰 多尔法师（Phra Don），本为森林寺庙的僧人，后更换教派来到普玛兰寺当僧人，喜欢Dear。
- 查那荣·坎提陶 饰 阿唐（Taeng），普玛兰寺的看庙人。
- 帕奥佩茨·查伦舒克 饰 艾卡猜法师（Phra Ekkachai）
- 苏拉希·帕塔姆 饰 邱住持，普玛兰寺的住持
- 金塔拉·舒卡芭塔娜（英语：Chintara Sukapatana） 饰 Win的母亲
- 普拉莫特·桑松 饰 警官
- 玛娜莎楠·潘叻翁固 饰 Ae，著名政治家。

### 其他演员
- Thanawat Jongfakklang 饰 工人
- Chaiwat Archayasittiwat 饰 Game的外婆
- Chalermchai Rattanamongkolgul 饰 Oat，Game的弟弟
- Siriapar Sukasem 饰 NFT平面设计师
- Chaiwat Singha 饰 Game的父亲
- Chakkrit Wangpattanasirikul 饰 Game的叔叔
- Amisa Raksiam 饰 Grace
- Krit Jeerapattananuwong 饰 游戏解说员（配音）
- Thanatepipatt Athibunyasit 饰 Win的父亲
- Kungorn Khlangcharoenkul 饰 Win （年轻时期）
- Jetturong Loymai 饰 NFT员工#1
- Pongrapee Bahalayodhin 饰 NFT员工#2
- Somprasong Srikrajang 饰 游戏监视员（配音）
- Paradorn Vesurai 饰 Yossaphat
- Prapamonton Eiamchan 饰 Win的母亲（年轻时期）
- 塔纳农·帕蒂尼亚萨迪坤 饰 Money的教练
- Sarinya Uttho 饰 花贩
- Philaiwan Khamphirathat 饰 Joss House基金会官员
- Chatcharin Saetan 饰 Golf
- Saeng Pang-Utha 饰 寺庙方丈
- Priewphan Parnyim 饰 Note
- Kanvarat Phaad-waan 饰 卡拉OK DJ
- Thanathat Pavaputanon Na Mahasarakham 饰 Pichit / Dear's Bar顾客
- Noppavee Sroykesorn 饰 Pong
- Suksun Hongwongphaisarn 饰 Kaisorn
- Chatchawat Prasopnet 饰 Tos
- Thanyarat Thansara
- Piboonchon Tassanaaree 饰 Hata法师
- Pathomsiln Luangprom 饰 Choochuen法师
- Sermchai Kuntee 饰 Phra Ree
- Kim Sungman 饰 东元法师（Phra Dong-Hwan），泰韩混血儿
- Thanaphon Kawachakun 饰 森林寺庙尼姑
- Janenissa Thongdee 饰 Pui
- Latthapat Tangtrustham 饰 Nott
- Werawat Jumroensarn 饰 森林寺庙方丈
- Thanat Chatchawarn 饰 MC
- Piyapong Wongkhamlao 饰 Dome
- Kritapas Chandanabodhi 饰 Auntie Tu的丈夫
- Chidapa Chandanabodhi 饰 Auntie Tu
- Thagool Sangkasunya 饰，Ae的随从
- Nan Samanworakit 饰 交易员
- Jarupas Padmasiri 饰 助理律师
- Decha Chinpondkawee 饰 助理律师
- Dantai Chaipektacha 饰 Joe
- Thanyaboon Boonprasert 饰 Kai
- Kanthrapon Khomsithong 饰 网吧老板
- Sunisa Sutthiprapa 饰 新闻记者
- Torphong Kul-on 饰 Au
- Chatchai Lekchan 饰 Au的助理
- Yasaka Chaisorn 饰 Prairach
- Philaiwan Laophanich 饰 Prairach的妻子
- Chananticha Chaipa 饰 Prairach的女儿
- Rojjanee Subudom 饰 新闻记者
- Tharinee Songkiatthana 饰 Nite
- Soontree Khamjulla 饰 人证
- Sawang Doang-dee 饰 病患
- Nanthikarn Choeipreecha 饰 新闻记者
- Somsamai Munwimon 饰 新闻记者
- Kittitas Bunprasert 饰 寺庙员工
- Rachata Singchan 饰 护身符专家
- Udon Trakulkaew 饰 护身符专家
- Narongrit Pompoo 饰 护身符专家
- Chetsarith Seetarungrueng 饰 新闻记者
- Bunpote Hemsokana 饰 Gunman
- Watcharapong Kanjanakrit 饰 制作团队里的工作人员
- Siriporn Sanguanmit 饰 Porn
- Yutthaphichai Pongkhamkual 饰 电脑店员工

### 特别出演
- 皮拉维·塔奇沙鹏 饰 明星，Dear的前男友（第四集）
- 尼替·柴契塔通（英语：Niti Chaichitathorn） 饰演 Sud，新闻播报员（第八集）

## 分集列表
| 季數 | 集数 | 集数 | 上線日期      | 上線日期      |
| ---- | ---- | ---- | ------------- | ------------- |
| 1    | 9    | 9    | 2024年3月27日 | 2024年3月27日 |
| 2    | TBA  | TBA  | TBA           | TBA           |

### 第一季（2024年）
| 總集數 | 集數 （季） | 標題                   | 導演 | 編劇 | 上線日期      |
| --- | ----------- | ---------------------- | ---- | ---- | ------------- |
| 1 | 1           | 为欲望而活             | 待定 | 待定 | 2024年3月27日 |
| 当三名企业家的初创公司遭到黑客攻击并背负巨额债务时，他们的生活破灭了，直到Win提供了一条新的出路。 片长：43分钟                                                                                           |             |                        |      |      |               |
| 2 | 2           | 善事                   | 待定 | 待定 | 2024年3月27日 |
| 他们在经历多番寻找后成功找到了一座符合条件的破旧寺庙。寺庙几乎无人拜访，却有一个古怪的看门人。事情并不像看起来那么简单…… 片长：40分钟                                                                    |             |                        |      |      |               |
| 3 | 3           | 发现迷失的你           | 待定 | 待定 | 2024年3月27日 |
| Win和Game让一位来自森林寺庙的网红僧侣—— 多尔法师成为他们的庙会代言人，以提升寺庙的知名度，让死寂的寺庙再次活跃了起来。在这期间，多尔法师会暂住在普玛兰寺。与此同时，Taeng也越来越贪得无厌。 片长：46分钟 |             |                        |      |      |               |
| 4 | 4           | 给予的快乐             | 待定 | 待定 | 2024年3月27日 |
| 普玛兰寺日益受欢迎，这不仅吸引了一位富有的政治家前来助阵，也引起一位有影响力的竞争对手的注意。邱住持的弟子艾卡猜法师的到来也扭转了局势，而Game为了摆脱困境对敌人进行“袭击”。 片长：56分钟                |             |                        |      |      |               |
| 5 | 5           | 堕落                   | 待定 | 待定 | 2024年3月27日 |
| 邱住持的病情逐渐恶化。后来，多尔法师该离开普玛兰寺了。Dear怀着沉重的心情向多尔法师告别。多尔法师走后不久，寺庙面临着法律问题。 片长：38分钟                                                              |             |                        |      |      |               |
| 6 | 6           | 信徒                   | 待定 | 待定 | 2024年3月27日 |
| Win和Dear希望通过新计划解决他们的困境。他们与多尔法师一起拜访泰国各地的寺庙，以便能收集制作圣物的材料。 片长：37分钟                                                                                     |             |                        |      |      |               |
| 7 | 7           | 空洞的承诺             | 待定 | 待定 | 2024年3月27日 |
| 投资者变得充满敌意。一名急于升官的警官不断骚扰Game，企图通过Game找到新的突破口，让案件有所进展。这让Game感到不安。Win和Dear心怀鬼胎，想要利用大型车祸的机会让寺庙再次回到大众视野。 片长：50分钟         |             |                        |      |      |               |
| 8 | 8           | 奇迹只为相信它的人存在 | 待定 | 待定 | 2024年3月27日 |
| 奇迹发生后，普玛兰寺再次回到大众的视野，成为众人关注的焦点。同时，警方更加怀疑寺庙有着不可告人的秘密。 片长：60分钟                                                                                      |             |                        |      |      |               |
| 9 | 9           | 永恒之轮               | 待定 | 待定 | 2024年3月27日 |
| 警方再次调查普玛兰寺。隐藏多年的秘密渐渐浮出水面，将一切搅得天翻地覆。Win、Dear和Game因局势所迫被逼做出无奈的选择。 片长：54分钟                                                                         |             |                        |      |      |               |

### 第二季（2025年）
| 總集數 | 集數 （季） | 標題   | 導演   | 編劇   | 上線日期 |
| ------ | ----------- | ------ | ------ | ------ | -------- |
| 10     | 1           | 待公佈 | 待公佈 | 待公佈 | 待公佈   |

## 原声带
- 此剧演员帕查拉·奇拉堤瓦特除了是剧集的主要角色之外，他还为此剧进行音乐创作。由于准备这个项目十分耗时，他花了将近一年的时间，写了大约300首歌曲。[9]

| 曲序 | 曲目                                      | 演唱者 | 时长 |
| ---- | ----------------------------------------- | ------ | ---- |
| 1.   | 《信徒》 （ft. TangBadVoice） | MILLI  | 3:31 |

## 制作

### 开发
《绝庙骗局》是由奥玛拉蓬·攀丁通创建，最初定名为《信徒》（羅馬化：Sathu）。此剧由Joy Luck Club Film House和Deluxe Production制作。
此剧由瓦塔纳朋·翁万执导。他花了五年多的时间来规划剧情情节。此外，他向泰国上百座佛寺进行研究和收集资料，与来自不同世代的编剧团队一起捕捉新老一代对宗教的看法，以编写出能够引起社会共鸣的剧本。参演演员包括提拉东·苏帕庞皮尤、阿绮拉雅·妮缇布恩、帕奥佩茨·查伦舒克、帕查拉·奇拉堤瓦特等。

### 选角
此剧导演瓦塔纳朋·翁万在接受《The Momentum》采访时表示多尔法师的选角过程十分不容易。由于多尔法师是一个冷静、善于言谈的角色，因此角色扮演者必须具有恭敬的性格。他说话的方式必须足够让人信服，才能让观众听懂。他说帕特猜·帕克迪苏素克是他在写剧本时想到的最佳首选。但自从瓦塔纳朋得知他是个乐团队主唱并且正在进行巡回演唱会时，他觉得十分困难，所以团队没有以任何方式联系或尝试与帕特猜交谈。后来，他们不得不为这个角色进行很多试镜，直到团队建议导演应该尝试联系帕特猜。最终，瓦塔纳朋找来帕特猜·帕克迪苏素克演绎该角色。在选角之前，导演曾为了了解演员的生活而观看帕特猜的受访播客。他觉得帕特猜的生活方式很有趣，说话的节奏及呼吸方式显现出他是个思想沉淀的人，十分符合选角条件。

### 续定
2024年5月9日，官方证实将会制作第二季。

## 回响
此剧一上线就在豆瓣获得8.0评分的佳绩。目前，此剧是泰国Netflix最热门的泰国电视剧。

### 评价
《@曼谷杂志》：《绝庙骗局》的故事线吸引着观众的目光。每集的片头都带有隐喻的宗教插画开场。剧情的每个情节都恰到好处，不仅展现了角色间的复杂性，还为故事增添了层次感。

## 取景地
- 曼谷
  - 龙船寺
  - 纳普罗克寺（英语：Wat Nak Prok）
  - 甘蓬邦泽寺
  - 英塔兰寺（英语：Wat Intharam）
  - 素宛那兰寺
- 佛统府
- 北柳府
  - 坡塔兰寺
- 北碧府
- 泰国南部地区
- 孔敬府
- 罗勇府格灵县拉查班朗帕迪塔兰寺
- 素攀府尚巴修寺[19]
- 叻丕府班蓬县（英语：Ban Pong district）天后圣母宫（ศาลเจ้าแม่เบิกไพร）